# Réginal Goreux
Réginal Goreux (San Miguel de la Atalaya, Haití, 31 de diciembre de 1987) es un exfutbolista y entrenador haitiano que jugaba como defensa.
El 2 de enero de 2020 anunció su retirada como futbolista profesional para formar parte del cuerpo técnico de los juveniles del Standard de Lieja, equipo al que pertenecía en el momento del retiro.

## Selección nacional
Fue internacional con la selección de fútbol de Haití; donde jugó 29 partidos internacionales y anotó 2 goles por dicho seleccionado. 

## Clubes

### Como jugador
| Club              | País    | Año       |
| ----------------- | ------- | --------- |
| Standard de Lieja | Bélgica | 2008-2013 |
| Krylia Sovetov    | Rusia   | 2013-2014 |
| F. C. Rostov      | Rusia   | 2014-2015 |
| Standard de Lieja | Bélgica | 2015-2019 |

### Como entrenador
| Club    | País    | Año   |
| ------- | ------- | ----- |
| SL16 FC | Bélgica | 2023- |

## Palmarés

### Campeonatos nacionales
| Título                      | Club              | País    | Edición |
| --------------------------- | ----------------- | ------- | ------- |
| Primera División de Bélgica | Standard de Lieja | Bélgica | 2007-08 |
| Supercopa de Bélgica        | Standard de Lieja | Bélgica | 2008    |
| Primera División de Bélgica | Standard de Lieja | Bélgica | 2008-09 |
| Supercopa de Bélgica        | Standard de Lieja | Bélgica | 2009    |
| Copa de Bélgica             | Standard de Lieja | Bélgica | 2010-11 |
| Copa de Bélgica             | Standard de Lieja | Bélgica | 2015-16 |
| Copa de Bélgica             | Standard de Lieja | Bélgica | 2017-18 |